# Climaco Rodríguez
Climaco Rodríguez (* 20. Jahrhundert) ist ein ehemaliger uruguayischer Fußballspieler.

## Karriere

### Vereine
Rodríguez war zunächst für den Club Sportivo Miramar aktiv. 1954 wechselte er innerhalb Uruguays zum Club Atlético Defensor, für den er mindestens bis 1957 und in den Jahren 1959 und 1960 spielte. 1957 gehörte er dabei der siegreichen Mannschaft im Torneo Cuadrangular an. 1960 gewann er mit den Montevideanern das Campeonato Nacional General Artigas.

### Nationalmannschaft
Rodríguez debütierte am 6. April 1958 in der uruguayischen A-Nationalmannschaft. Insgesamt absolvierte er fünf Länderspiele. Ein Tor schoss er dabei nicht. Sein letzter Länderspieleinsatz in der „Celeste“ datiert vom 2. Mai 1959. Im März 1959 nahm er mit Uruguay an der Südamerikameisterschaft teil.

## Erfolge
- Torneo Cuadrangular: 1957
- Campeonato Nacional General Artigas: 1960